# Белоусов, Сергей Александрович
Серге́й Алекса́ндрович Белоу́сов (род. 4 мая 1990, Елец, Липецкая область) — российский футболист, полузащитник.

## Карьера
Игрок раменского «Сатурна» с 2007 года, дебютировал 15 июля 2009 года в матче Кубка России против «Луча-Энергии». Летом 2009 года был отдан в аренду «Жемчужине-Сочи», в составе которой выступал в течение двух лет. В 2011 году перешёл в московское «Торпедо». С июня 2012 года является игроком «Ростова». Дебютировал в премьер-лиге в игре против «Волги», выйдя на замену вместо Александра Шешукова на 90 минуте. В феврале 2013 года на правах полугодичной аренды перешёл в «Шинник», после чего вернулся в «Ростов». Однако, команды вновь договорились об аренде и футболист сезон 2013/14 вновь проведет в «Шиннике». Летом 2014 года перешёл на правах аренды в саратовский «Сокол». 31 августа 2015 года подписал двухлетний контракт с липецким «Металлургом».